# Skate Kitchen
Skate Kitchen è un film del 2018 diretto da Crystal Moselle.

## Trama
Un adolescente dalla vita solitaria cambia quando stringe amicizia con una compagnia di ragazze amanti dello skateboard.

## Distribuzione
Il film è stato distribuito nelle sale cinematografiche italiane dal 18 luglio 2019.